# MPC (アメリカ)

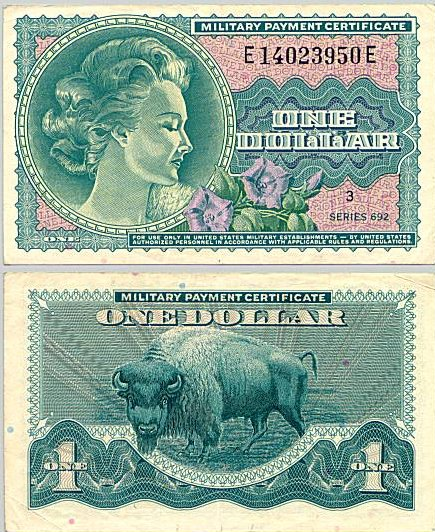
1 Dollar Series 692 (1970-1973)

MPC (Military Payment Certificates) はアメリカ軍が第二次世界大戦終了時からベトナム戦争終了時まで使用した軍用手票である。
第二次世界大戦中、おもにヨーロッパで発行したAllied Military Currencyの後継品として1946年から1973年まで発行されたが、ベトナム戦争が終わると発行されなくなり、以降はプリペイドカード方式へと移行した。